# Fabian Wolfrom
Fabian Wolfrom, né le 1er juin 1991, est un acteur français.

## Biographie
Bien que passionné de théâtre, c'est dans une quarantaine de courts métrages que Fabian Wolfrom commence sa carrière d'acteur.
Il participe également à de nombreux téléfilms et séries télévisées, interprétant notamment le rôle d'Alain Delon en 2019 dans la série Monzón produite par Disney et diffusée sur Netflix, celui du pilote Ernst Udet dans La Guerre des As sur Arte ou encore Sacha Distel en 2023 dans la série Bardot diffusée sur France 2puis Netflix.
Il joue également de jeunes autistes dans le moyen-métrage Dehors tu vas avoir si froid ou dans la série Munch.
Au cinéma, il apparaît en 2015 dans le film Bis de Dominique Farrugia où il interprète le rôle d'Éric jeune aux côtés de Franck Dubosc qui joue le même personnage à l'âge adulte, ainsi qu'en 2017 dans le film d'action Overdrive.
Il endosse également les rôles principaux de deux longs métrages indépendants.
Sa notoriété s'accroît lorsqu'il intègre la série Ici tout commence diffusée sur TF1 dès 2020 puis sur Netflix, dans laquelle il incarne le machiavélique Louis Guinot. Il choisit de quitter la série en 2023,.
Cette année-là, il participe aux jurys des festivals du Croisic, de Luchon et du festival de doublage Voix d'Etoiles.
En 2024, Kyan Khojandi lui propose de participer à la saison 2 de la série Bref. Il tourne également un long métrage consacré à la résistance Karenni contre la junte militaire au pouvoir en Birmanie.
Sur les planches, il joue notamment dans les spectacles Histoire du Soldat au Poche-Montparnasse (prix du Syndicat de la critique et Molière 2018), Le Roi Arthur à la Cartoucherie, Les Liaisons Dangereuses au Chêne Noir d'Avignon pour lesquelles François Rostain le forme à l'escrime.
À propos de théâtre, il déclare en 2021 rêver de jouer notamment Amadeus, de Peter Schaffer, ou les pièces d'Albert Camus.

## Théâtre
- 2009 : Le siècle sera féminin ou ne sera pas[16], mise en scène Dominique Coubes et Nathalie Vierne, Théâtre du Gymnase Marie-Bell[17],[18],[19]
- 2011 : Histoires d'hôpital, mise en scène Cyril Deguillen
- 2012 : Le Bourgeois gentilhomme de Molière, mise en scène Hélène Sandoval
- 2015 : Les Liaisons dangereuses, adaptation Christopher Hampton, mise en scène Anne-Marie Philipe, Théâtre du Chêne Noir en Avignon[20], Théâtre des Déchargeurs à Paris, puis Festival de Ramatuelle[21],[22],[23],[24],[25],[26],[27]
- 2017 : Histoire du soldat de Ramuz & Stravinsky, mise en scène Stéphan Druet, Théâtre de Poche Montparnasse) : Le soldat[28],[29],[30],[31],[32],[33],[34],[35], Molière 2018 du Spectacle Musical[36] / Prix de la Critique (prix Laurent Terzieff) 2017[37] / Nomination Meilleur spectacle musical aux Trophées de la Comédie Musicale 2018[38]
- 2018 : Le Roi Arthur, mise en scène Jean-Philippe Bêche, Théâtre de l'Épée de Bois, Cartoucherie

## Filmographie

### Cinéma
- 2012 : Dead Shadows de David Cholewa , présenté aux festivals de SITGES[39], l'Étrange festival[40], Utopiales , Edinburgh International Film Festival
- 2015 : Bis de Dominique Farrugia : Éric à 17 ans
- 2017 : Overdrive d'Antonio Negret : Max Klemp à 20 ans
- 2022 : Tom & Luce de Paule Muxel
- 2024 : K. State de S. Fauquet

### Courts métrages
Une quarantaine de courts-métrages, dont :
- 2014 : Feux : Cédric[42]
- 2015 : Dehors tu vas avoir si froid[43]
- 2016 : La légende du Vieux Prigent[44]

### Télévision (partiel)
- 2013 : Commissaire Magellan : Nathan Castro
- 2013 : Alice Nevers : Virgile Lemoine (saison 19, épisode 5 : Enquête d'identité)
- 2013 : I don't like to be lonely : Michaël
- 2013 : Commissaire Magellan : Nathan Castro (saison 4, épisode 2 : Le maître des illusions)
- 2014: Trente saisons à Pentecôte : Chronique du peuple Saa : voix (documentaire)
- 2015 : Section de recherches : Romain Derricourt (saison 9, épisode 8 : Innocence sacrifiée)
- 2015 : Profilage : Cédric Bernin (saison 6, épisode 1 : Impardonnable)
- 2015 : Dehors tu vas avoir si froid
- 2016 : Commissaire Magellan : Eric Lannoy (saison 7, épisode 1 : L'âge ingrat)
- 2016 : Clem : Antoine (saison 6, épisodes 4 : ¡Mátame! et 5 : Une femme de trop)
- 2016 : Le Mec de la tombe d'à côté : Kévin
- 2016 : Munch : Adam Astier (saison 1, épisode 3 : Une vérité trompeuse)
- 2017 : Candice Renoir : Yann Costa (saison 5, épisode 3 : Il faut que jeunesse se passe)
- 2017 : Bonaparte : La Campagne d'Égypte : Édouard de Villiers du Terrage
- 2017 : Joséphine, ange gardien : Henri (saison 18, épisode 1 : La femme aux gardénias)
- 2017 : Trois Saa et puis la France : Le choc de deux mondes : voix de Melsul Beto
- 2017 : La guerre des As : Ernst Udet
- 2019 : Monzón: A Knockout Blow : Alain Delon
- 2019 : La Guerre des trônes, la véritable histoire de l'Europe : Henri Coiffier de Ruzé d'Effiat
- 2019 : Scènes de ménages (saison 11, épisode 1 : Les nouveaux)
- 2020 : Crimes parfaits : Cédric Marchand (saison 3, épisode 3 : Master du crime)
- 2021-2023 : Ici tout commence : Louis Guinot
- 2023 : Camping Paradis : Guillaume (saison 15, épisode 2 : Clair de lune au camping)
- 2023 : La Guerre des trônes, la véritable histoire de l'Europe : Axel de Fersen (saison 7)
- 2023 : Bardot : Sacha Distel
- 2025 : bref.2 : le père de « Je » 25 ans [45]
- 2025 : L'Or Bleu[46]

## Radio
- Lecture de textes philosophiques pour Les Nouveaux Chemins de la connaissance (France Culture[47])
- Film-fantôme La Japonaise (scénario Alain Robbe-Grillet) de Céline Ters et Patrick Boudet, émission L'Expérience (France Culture[48])

## Doublage

### Cinéma

#### Films
- 2017 : Power Rangers : Derelict [Qui ?]
- 2017 : Mes vies de chien : Todd (Logan Miller)
- 2018 : Teen Spirit : voix additionnelles
- 2019 : À couteaux tirés : Jacob Thrombey (Jaeden Martell)
- 2019 : Midsommar : Simon (Archie Madekwe)
- 2019 : The Gangster, The Cop, The Devil : voix additionnelles
- 2019 : Uncut Gems : voix additionnelles
- 2019 : Midway : Willie West (Jake Manley)
- 2020 : Cortex : voix additionnelles
- 2020 : Coffee et Kareem : voix additionnelles
- 2020 : Peur bleue 3 : Earls (DeVille Vannik)
- 2024 : To the Moon : ? (?)

#### Séries télévisées
(janvier 2024).
- What If...? : : voix additionnelles
- Lucifer : voix additionnelles
- Once Upon a Time : voix additionnelles
- Trying : voix additionnelles
- 2019 : Trapped : Skuly [Qui ?] (saison 2)
- 2019-2020 : La Jetée : voix additionnelles
- 2020-2022 : Avenue 5 : Mads (Adam Pålsson)

#### Séries d'animation
- 2020-2021 : Idhun (en) : voix additionnelles